# Drenair
Drenair fue una aerolínea española fundada en 1986 y que quebró en 1996, aunque no cesó sus operaciones hasta el año 2003.

## Historia
Drenair fue fundada en el año 1986 por el empresario Salvador Sanchís Pavía, que era dueño de la compañía junto a otro empresario llamado  Rafael Murcia Llorens. Operó vuelos domésticos de pasajeros además de operar servicios de cargas. La aerolínea cayó en bancarrota en 1996, aunque no cesó sus operaciones hasta 2003.

## Flota
Drenair usó estos aviones a lo largo de su existencia como empresa: 
- 1 Dassault Falcon 20D[4]
- 13 Grumman Gulfstream I[5]
- 1 Aérospatiale SN-601 Corvette